# Fabrosaurus
Fabrosaurus (fabrosaurus australis) é um pequeno dinossauro herbívoro que viveu na África do Sul no período Jurássico (de 205 milhões de anos a 145 milhões de anos atrás) da era mesozoica, pouco se conhece desse animal já que foram encontrados apenas um pedaço da mandibula com três dentes. Provavelmente o Fabrosaurus viveu em grupos familiares, dominado por um macho alfa ou por uma matriarca. Acreditasse que o Fabrosaurus faça parte de um novo grupo de dinossauros ou possa se do grupo dos hypsilophodontidae.